# بياجيو ميكارييلو
بياجيو ميكارييلو (بالإيطالية: Biagio Meccariello)‏ (27 مارس 1991 ببينيفنتو في إيطاليا - ) هو لاعب كرة قدم إيطالي في مركز الدفاع. شارك مع منتخب إيطاليا تحت 20 سنة لكرة القدم ومنتخب إيطاليا لكرة القدم للدرجة الثانية ‏. أما مع النوادي، فقد لعب مع نادي ترنانا وItaly national football C team ‏ وFidelis Andria 2018 ‏ وASDC Pomigliano ‏ وPolisportiva Viribus Unitis ‏.

## روابط خارجية
- بياجيو ميكارييلو على موقع قاعدة بيانات كرة القدم.إي يو (الإنجليزية)
- بياجيو ميكارييلو على موقع Soccerway.com (الإنجليزية)
- بياجيو ميكارييلو على موقع عالم كرة القدم.نت (الإنجليزية)